# NGC 4885
NGC 4885 é uma galáxia espiral (S/P) localizada na direcção da constelação de Virgo. Possui uma declinação de -06° 51' 11" e uma ascensão recta de 13 horas, 00 minutos e 33,8 segundos.
A galáxia NGC 4885 foi descoberta em 19 de Fevereiro de 1830 por John Herschel.